# Mikrogranit
Mikrogranit – skała magmowa, kwaśna, głębinowa lub subwulkaniczna, drobnoziarnista odmiana granitu. Jego wulkanicznym odpowiednikiem jest ryolit. Na diagramie klasyfikacyjnym QAPF mikrogranit zajmuje pole 3.
W skład mikrogranitu wchodzą: ortoklaz, plagioklaz, kwarc, biotyt, rzadziej muskowit i amfibole (hornblenda, barkevikit, arfvedsonit, riebeckit), rzadziej pirokseny (hipersten, diopsyd, diallag, egiryn) oraz w niewielkich ilościach również minerały akcesoryczne: apatyt, cyrkon, monacyt, ksenotym, turmalin, beryl, tytanit, rutyl, anataz, magnetyt, allanit, fluoryt, granat i inne.
Najczęściej mikrogranit tworzy brzeżne partie intruzji, gdzie oziębianie było szybsze niż w centrum, a czas krystalizacji krótszy.
Czasami nazwa mikrogranit oznacza porfir kwarcowy o holokrystalicznym cieście skalnym.